# Gačnik (priimek)
Gačnik je priimek v Sloveniji, ki ga je po podatkih Statističnega urada Republike Slovenije na dan 1. januarja 2010 uporabljalo 648 oseb in je med vsemi priimki po pogostosti uporabe uvrščen na 387. mesto.

## Znani nosilci priimka
- Aleš Gačnik (*1963), etnolog, muzealec
- Dragan Gačnik (*1957), slovensko-bosenski slikar
- Dušan (Janez) Gačnik, ekonomist, urednik
- France Gačnik (1927 - 1988), duhovnik, glasbenik, skladatelj
- Humbert Gačnik (1919 - 2003), partizanski komisar ...
- Ivan Gačnik (*1945), veterinar
- Jan Gačnik, kemik
- Janko Gačnik (1895 - 1967), šolnik, koroški domoljub, fotograf 1. svetovne vojne
- Jože Gačnik (1900 - 1982?), Maistrov borec
- Jože Gačnik (1925 - 2015), ?
- Lea Gačnik, zborovodkinja
- Lidija Gačnik-Gombač (*1961), pesnica, pisateljica, prevajalka
- Neda Gačnik (*1980), fotomodel, miss Slovenije
- Petra Gačnik-Greblo, violončelistka
- Sašo Gačnik »Svarogov« (*1983), pevec, pianist, avtor glasbe in besedil
- Stanka Gačnik (*1963), umetnostna zgodovinarka, kustodinja, galeristka
- Tina Gačnik-Tiana, pevka zabavne glasbe